# John Richard Urry
John Richard Urry (Londra, 1º giugno 1946 – Lancaster, 18 marzo 2016) è stato un sociologo britannico, noto per i suoi lavori nel campo della sociologia del turismo e della mobilità.
Professore all'Università di Lancaster, ha scritto molti libri anche su altri vari aspetti della società moderna, inclusa la transizione da un capitalismo organizzato, la sociologia della natura e dell'ambientalismo e in generale di teoria sociale in generale. Urry era un membro della Royal Society of Arts, un membro fondatore dell'Academy of Learned Societies for the Social Sciences, ed era un Visiting Professor sia al Bristol che al Roskilde Geography Department.
Dopo aver studiato alla Haberdashers' Aske's Boys School, Urry ha ottenuto le sue prime lauree al Christ's College nel 1967, bachelor e Master of Arts in Economics, prima di ottenere un dottorato in sociologia dalla stessa istituzione nel 1972. Intanto già nel 1970 era arrivato come docente al dipartimento di sociologia della Lancaster University, diventando capo-dipartimento nel 1983 e professore ordinario nel 1985.

## Aree di interesse
Le sue ricerche iniziali erano sulla sociologia del potere e della rivoluzione e questo portò alla pubblicazione di Reference Groups and the Theory of Revolution (1973) e Power in Britain (1973).
I suoi primi lavori alla Lancaster University erano nell'area della teoria sociale e sulla filosofia delle scienze sociali. Social Theory as Science, (1975, 1982), scritto con il suo collega Russell Keat, stabilisce le caratteristiche principali della filosofia della scienza. Un confronto critico con la tradizione marxista, lo strutturalismo di Louis Althusser, la teoria tedesca dello stato e la teoria neo-gramsciana ha portato alla pubblicazione di Anatomy of Capitalist Societies (1981).

## Libri pubblicati
- 1973
  - Reference Groups and the Theory of Revolution, Routledge and Kegan Paul
  - Power in Britain, Heinemann Education (scritto con John Wakeford)
- 1975 Social Theory as Science, Routledge and Kegan Paul (con Russell Keat)
- 1981 The Anatomy of Capitalist Societies, Macmillan
- 1982 Social Theory as Science, Seconda edizione, Routledge and Kegan Paul (con Russell Keat)
- 1983 Capital, Labour and the Middle Classes, Allen and Unwin (con Nick Abercrombie)
- 1985
  - Social Relations and Spatial Structures, Macmillan (scritto con Derek Gregory)
  - Localities, Class, and Gender, Pion (con il Lancaster Regionalism Group)
- 1987 The End of Organized Capitalism, Polity (con Scott Lash)
- 1988 Contemporary British Society, Polity (con Nick Abercrombie, Alan Warde, Keith Soothill, Sylvia Walby).
- 1989–96 Schools of Thought in Sociology, 18 vols, Edward Elgar.
- 1990
  - Localities, Policies, Politics. Do Localities Matter?, Hutchinson (scritto con Michael Harloe, Chris Pickvance).
  - Restructuring.  Place, Class and Gender, Sage (con altri membri del Lancaster Regionalism Group).
  - The Tourist Gaze. Leisure and Travel in Contemporary Societies, Sage. trad. it, Lo sguardo del turista. Il tempo libero e il viaggio nelle società contemporanee, 1995, Seam, Roma.
- 1994
  - Economies of Signs and Space, Sage (con Scott Lash)
  - Contemporary British Society, Seconda edizione, Polity (con Nick Abercrombie, Alan Warde, Keith Soothill, Sylvia Walby)
  - Leisure Landscapes, Main Report and Background Papers, CPRE (con Gordon Clark, Jan Darrall, Robin Grove-White, Phil Macnaghten)
- 1995 Consuming Places, Routledge
- 1997  Touring Cultures, Routledge (scritto con Chris Rojek)
- 1998  Contested Natures, Sage (con Phil Macnaghten)
- 2000
  - "Sociology for the New Millennium." Inserto speciale del British Journal of Sociology
  - Sociology beyond Societies, Routledge
  - Contemporary British Society, terza edizione, Polity (con Nick Abercrombie, Alan Warde et al.)
  - "Bodies of Nature". Allegato speciale di Body and Society 6 (scritto con Phil Macnaghten)
- 2001 Bodies of Nature. Sage (scritto con Phil Macnaghten)
- 2002 The Tourist Gaze. Seconda edizione, London: Sage
- 2003 Global Complexity, Cambridge: Polity
- 2004
  - "Presence-Absence." Inserto speciale di Environment and Planning A: Society and Space 22 (scritto con Michel Callon e John Law)
  - "Automobilities." Special issue of Theory, Culture and Society 21 (scritto con Mike Featherstone e Nigel Thrift)
  - Tourism Mobilities. Places to Play, Places in Play, Routledge (scritto con Mimi Sheller)
  - Performing Tourist Places, Ashgate (con Bærenholdt, J. O., Haldrup, M., Larsen, J.)
- 2005
  - "Complexity." Special Issue of Theory, Culture and Society 22 1- 270
  - Automobilities. London: Sage (scritto con Featherstone, M., Thrift, N.) 285 pp.
  - Sociologie de Mobilités: Une nouvelle frontiére pour la sociologie?, Paris, Armand Colin, 251pp.
- 2006
  1. "Mobilities and Materialities." Special issue of Environment and Planning A (co-prodotto con M. Sheller)
  2. Mobile Technologies of the City, London: Routledge (scritto con M. Sheller)
  3. Mobilities, Geographies, Networks, London: Ashgate (con J. Larsen, K.Axhausen)
- 2007 Mobilities, Cambridge: Polity
- 2010 Mobile Lives, London: Routledge (con Anthony Elliott)
- 2011 Climate Change and Society, Cambridge: Polity
- 2013 Societies Beyond Oil, London: Zed
- 2014 Offshoring, Cambridge: Polity
- 2016 What is the Future?, Cambridge: Polity